# Hans Peter Haselsteiner

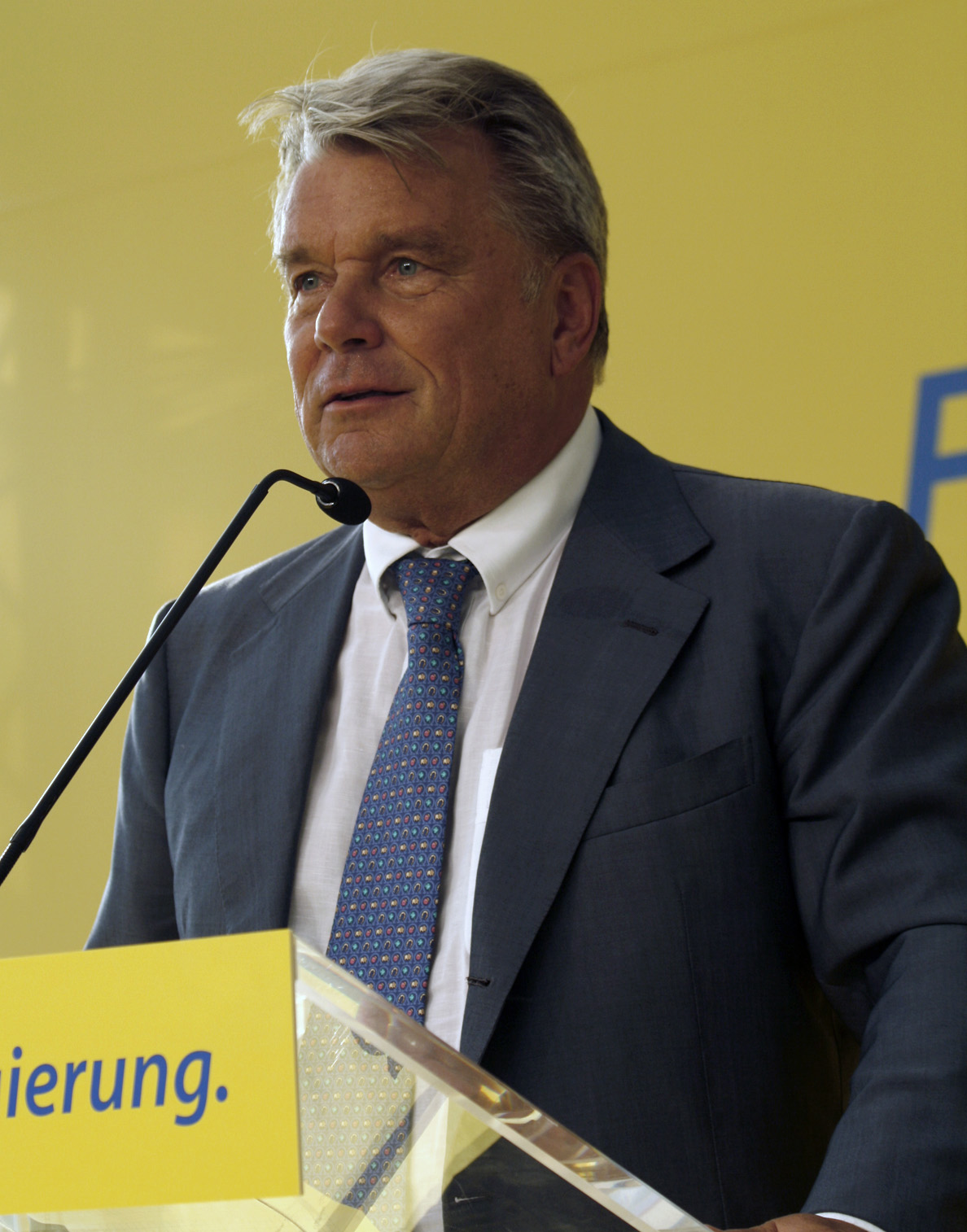
Hans Peter Haselsteiner (2008)

Hans Peter Haselsteiner (* 1. Februar 1944 in Wörgl) ist ein österreichischer Unternehmer und ehemaliger Politiker (LIF). Von 1994 bis 1998 gehörte er dem österreichischen Nationalrat an. Von 2006 bis 2013 war er Vorstandsvorsitzender der Strabag SE.

## Ausbildung
Nach der Matura 1963 studierte Hans Peter Haselsteiner Handelswissenschaften an der Hochschule für Welthandel in Wien, wo er 1970 promoviert wurde.

## Unternehmerische Karriere
Nach der Praxis bei einem Wirtschafts- und Steuerprüfer trat er 1972 in das Bauunternehmen seines Schwiegervaters, Isola & Lerchbaumer (spätere Ilbau) ein. Aus diesem Unternehmen entstand durch Zukäufe und Fusionen der Strabag-Konzern, in dem er verschiedene Positionen innehatte und den er durch den Mehrheitseigentümer Fimag Finanz Industrie Management AG kontrollierte.
Anfang der 1970er Jahre wurde Haselsteiner Vorstandsvorsitzender der Ilbau AG. Ab 1998 war er Vorstandsvorsitzender der Bau Holding. Von 2006 bis 2013 war Haselsteiner Vorstandsvorsitzender der Strabag SE. Am 14. Juni 2013 trat Haselsteiner von der Konzernspitze zurück.
Im Jänner 2016 wurde bekannt, dass Haselsteiner gemeinsam mit Stephan Zöchling als Mehrheitsgesellschafter in die Remus-Sebring-Gruppe einsteigt.
Haselsteiner ist Miteigentümer und Aufsichtsratsmitglied der 2008 gegründeten Rail Holding AG, die mit der Westbahn ein Eisenbahnverkehrsunternehmen in Konkurrenz zur ÖBB betreibt.
Einer größeren Öffentlichkeit wurde Haselsteiner auch durch seine Teilnahme als Investor bei der Puls-4-Start-up-Show 2 Minuten, 2 Millionen bekannt.
Am Sonntagabend, dem 21. November 2021, kurz vor 17:00 Uhr, bei Dunkelheit und bei Nebel, verunfallte der (blaue) Hubschrauber Bell 429 Haselsteiners beim Landeanflugversuch am Flugplatz Wiener Neustadt/Ost, stürzte ab und brannte. Der 50-jährige Pilot kam in der Kabine ums Leben. Haselsteiner hatte zuvor den Hubschrauber am Semmering (Bezirk Neunkirchen) verlassen und zeigte sich nach dem Unfall als „völlig geschockt und fertig“.

## Politik

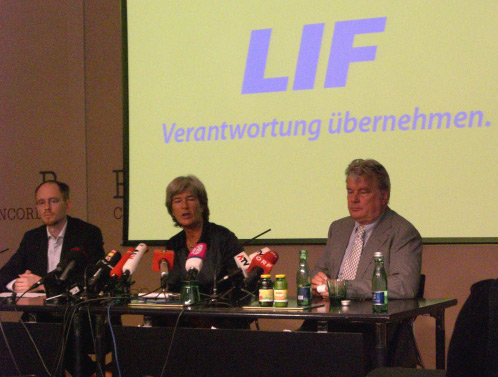
Hans Peter Haselsteiner bei einer Pressekonferenz mit Alexander Zach und Heide Schmidt 2008

Hans Peter Haselsteiner war von 1994 bis 1998 Abgeordneter zum österreichischen Nationalrat, davon 1996 bis 1998 Klubobmann-Stellvertreter des Parlamentsklubs Liberales Forum. Weitere Funktionen waren Kammerrat der Bundeskammer der gewerblichen Wirtschaft und Mitglied des Fachverbandes der österreichischen Bauindustrie (in der WKÖ) seit 1994, Obmann seit 2002.
Bei der Nationalratswahl 2008 kandidierte das Liberale Forum erneut erfolglos, Haselsteiner war als Financier des Wahlkampfs, als Wirtschaftssprecher des LIF und als  Vorsitzender des Unterstützungskomitees für die Spitzenkandidatin Heide Schmidt beteiligt.
Bei der Nationalratswahl 2013 unterstützte er das Wahlbündnis NEOS finanziell und als Ministerkandidat. Das Wahlbündnis zog in den Nationalrat ein, im Anschluss daran fusionierten NEOS und LIF im Jänner 2014 zur neuen Partei Neos – Das Neue Österreich und Liberales Forum.
In der Stichwahl zur Bundespräsidentenwahl 2016 unterstützte Haselsteiner den unabhängigen Kandidaten Alexander Van der Bellen mit 50.000 Euro. Im ersten Wahlkampf zur Wiederholung der durch den Verfassungsgerichtshof aufgehobenen Stichwahl vor deren Verschiebung unterstützte Haselsteiner Van der Bellen mit einer Geldspende von 100.000 Euro, bezog anschließend mehrfach öffentlichwirksam mit einer Inseraten-Kampagne Position für den Kandidaten und führte auch eine groß angelegte mediale Kampagne gegen den FPÖ-Kandidaten Norbert Hofer, indem er unter anderem ein Video veröffentlichte, worin er vor einem möglichen Austritt Österreichs aus der EU („Öxit“) nach einer Wahl Hofers warnte. Dieses Video führte zu Diskussionen in der Politik und in den sozialen Medien. Die mediale Anti-FPÖ- beziehungsweise Anti-Hofer-Kampagne wurde wegen der Verschiebung der Wiederholung der Stichwahl vorübergehend unterbrochen und im November 2016 in Fernsehspots und Zeitungsanzeigen mit den Unterstützern Christian Konrad, Brigitte Ederer und Franz Fischler fortgesetzt.
Auch bei der Nationalratswahl 2017 unterstützte er die Partei NEOS finanziell.
2014 wurde er auf einem Mandat von NEOS Mitglied des ORF-Stiftungsrates, im November 2020 gab er seinen Rückzug aus dem Gremium bekannt. Seinen Sitz im Stiftungsrat übernahm Anita Zielina.

## Privates
Haselsteiner ist verheiratet und hat vier Söhne. Sein Sohn Klemens war vom 1. Januar 2023 bis zum plötzlichen Tod am 17. Januar 2025 (aufgrund eines  Aneurysmas) Vorstandsvorsitzender der Strabag SE.

## Anerkennungen
- 2012  Ehrenzeichen des Landes Tirol für die Unterstützung der Tiroler Festspiele in Erl[23]
- 2014 Tiroler des Jahres[24]

## Soziales Engagement
- Seit dem Ausscheiden des LIF aus dem Nationalrat unterstützte Haselsteiner finanziell das von Heide Schmidt gegründete „Institut für eine offene Gesellschaft“, eine parteiunabhängige Privatstiftung. 2009 wurde das Institut geschlossen.

- Haselsteiner ermöglichte den Ausbau von 16 Wohngemeinschaften mit 29 Wohnplätzen vom VinziRast-CortiHaus in Wien, einem Obdachlosenhaus, das von Wolfgang Pucher und Cecily Corti gegründet wurde.

- Seine Privatstiftung finanzierte zur Hälfte die Sozialzentren für ältere und notleidende Menschen von Pater Georg Sporschill in Moldawien, die andere Hälfte wurde von der Republik Österreich bereitgestellt.

- Im Sommer 2008 bewahrte Haselsteiner das Flüchtlingsprojekt von Ute Bock in Wien durch eine Großspende vor dem Konkurs. Im Oktober 2019 kündigte er an, ein aufgelassenes und ersteigertes Gourmet-Restaurant in Mayerling Vinzirast zur Verfügung zu stellen.

## Kritik
Schwer in die Kritik geraten ist Hans Peter Haselsteiner 2018 als Präsident und Mäzen der Tiroler Festspiele Erl. In der #MeToo-Affäre des Festspielgründers und langjährigen künstlerischen Leiters Gustav Kuhn verteidigte er dessen sexuelle Übergriffe anlässlich der Eröffnung des Festspiele 2018 mit den Worten, Kuhn mache noch immer keinen Hehl daraus, welche Vorlieben er hat. Und Wein, Weib und Gesang ist etwas, was wir gut nachvollziehen können. Der Investigativjournalist und Aufdecker Markus Wilhelm, der die Fälle an die Öffentlichkeit brachte, wurde von Haselsteiner verklagt. Im Zuge von Wilhelms Berichterstattung kamen auch die prekären Arbeitsbedingungen der größtenteils aus Osteuropa stammenden Musikerinnen und Musiker bei den Festspielen zur Sprache. Im Hauptprozess ging es um den Verdacht auf Lohndumping, auf Lohnwucher, Scheinselbständigkeit, Abgabenhinterziehung sowie auf Verstöße gegen das Ausländerbeschäftigungsgesetz. Haselsteiner hat das Verfahren am Landesgericht Innsbruck in beiden Instanzen verloren. In Tirol gab es Solidaritätsveranstaltungen für Wilhelm, damit dieser die Anwaltskosten bezahlen konnte; etwa im Innsbrucker Kulturzentrum Treibhaus.